# Johann Georg Goldschmidt

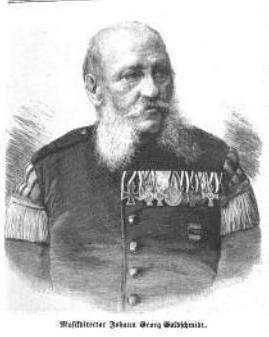
Johann Georg Goldschmidt 1893

Johann Georg Goldschmidt (* 16. September 1823 in Herrnschwende, Landkreis Weißensee; † 11. November 1903 in Liegnitz) war königlich preußischer Musikdirektor und Leutnant a. D. Er galt als ausgezeichneter Dirigent und Komponist.

## Leben
Er ging um 1837 beim Stadtmusiker Bischoff in Ziesar in die Lehre. Dort wurde er an Streich- und Blasinstrumenten ausgebildet. Er kam 1843 in das Musikkorps des 31. Infanterie-Regiments, wo er weitere zwei Jahre theoretischen Unterricht bei Ludwig Ernst Gebhardi erhielt. Von dort wechselte 1848 als Solo-Klarinettist in das 26. Infanterie-Regiment und 1849 in das 7. Infanterie-Regiment. Er war von 1851 bis 1855 in Glogau stationiert und kam 1857 nach Posen, wo er Sinfoniekonzerte gab und die Theatermusik leitete. Im selben Jahr ging er nach Berlin, um sich bei Adolph Bernhard Marx weiter in Theorie ausbilden zu lassen. Am 31. Januar 1858 wurde er zum Musikmeister des Regiments ernannt und kam 1860 nach Liegnitz, wo er am 10. Juli 1869 den Titel des königlichen Musikdirektors erhielt.
Mit dem Regiment machte er den Deutschen Krieg von 1866 und den Deutsch-Französischen Krieg von 1870/1871 mit, wobei er sich im Hauptquartier befand. Zur kirchlichen Freier der Kaiserproklamation am 18. Januar 1871 leitete er die Musik mit ca. 280 Musikern. Bereits am 26. September 1870 hatte er für Weißenburg und Wörth das Eiserne Kreuz 2. Klasse erhalten. 1877 erhielt er den Adler der Inhaber des Königlichen Hausordens von Hohenzollern.
Im Jahr 1892 erhielt er anlässlich seines 50-jährigen Dienstjubiläums das sächsische Albrechtskreuz vom Prinzen Georg von Sachsen. Außerdem war er Ritter des Roten Adlerordens IV. Klasse.
Goldschmidt diente mehr als 55 Jahre und wurde 1896 pensioniert. Sein Vorgänger war Carl Lange, sein Nachfolger wurde der Musikdirektor Max Mehring und damit sind alle Musikdirektoren, die das Regiment bis 1919 hatte, aufgezählt. Er zog sich nach Liegnitz zurück, wo er am 1. November 1903 einen Schlaganfall erlitt und am 11. November verstarb. Goldschmidt schrieb über 150 Werke, darunter die Fest-Overtuere zur Schiller-Feier und zahlreiche Märsche.